# 梶川高秀
梶川 高秀（かじかわ たかひで）は、戦国時代の武将。織田氏の家臣。通称は平左衛門尉。

## 略歴
尾張国丹羽郡楽田（現・愛知県犬山市楽田）出身。平九郎（宗玄）の長男。
始め丹羽郡楽田城に住したが、後、中島郡奥村に移るという。永禄3年（1560年）、桶狭間の戦いの時、中島砦を守る。
永禄11年（1568年）10月2日、摂津国池田城攻めの時、戦死した。
信長上洛直後の摂津池田城攻めの時、「水野金吾内」の「梶川平左衛門」が奮戦して討死した旨、「公記」に記載されている。「水野金吾」とは、25年も以前に没した水野忠政であり、かつて忠政に属していたという意味であろう。高秀の弟・秀盛が水野信元に属していたことは「張州雑志抄」などに記されているから、高秀も忠政からその子信元に属したと考えられる。